# Detroit techno
La Detroit techno è un genere musicale nato a metà degli anni ottanta nella città statunitense di Detroit, nel Michigan, dal sound facilmente riconoscibile per l'uso di strumenti elettronici quali la drum machine Roland tr-909 e tr-808. La Detroit techno è tuttora un genere molto apprezzato, ai cui fondatori, la scena attuale deve tutta la sua esistenza: Derrick May, Juan Atkins e Kevin Saunderson fra tutti e nella seconda ondata Jeff Mills, Carl Craig e Richie Hawtin.

## Storia

### La prima ondata
Dei tre fondatori della techno, Juan Atkins fu il primo ad entrare in contatto con la musica, con il gruppo Cybotron. 
Il primo brano dei Cybotron, "Alleys of your mind" uscì nel 1981, si tratta di una traccia con impostazione electro influenzata dal Synth-pop europeo.
Juan Atkins e Rick Davis (l'altro componente dei Cybotron) erano infatuati dalle teorie del sociologo, futurologo, Alvin Toffler, in particolare nelle teorie del Toffler, esposte nel libro: "La terza ondata". Il duo dei Cybotron erano affascinati dalle dichiarazioni del Toffler laddove sosteneva che il futuro sarebbe appartenuto ai "tecno-rinnegati della società": ribelli capaci di asservire la società ai propri scopi.
Queste tematiche sono riprese nel primo Album dei Cybotron: Enter del 1983, in cui sono inclusi i brani: Clear, Cosmic cars. Subito dopo l'uscita dell'Album, i nostri fanno uscire un 12' pollici dal titolo evocativo, Techno city (1984).
Intanto, Rick Davis decide di far entrare nei Cybotron un chitarrista tale John Howesley che Davis (grande amante di Jimi Hendrix) ribattezzò John 5 (Rick Davis si faceva chiamare "3070" e Juan Atkins "One"), per una svolta Rock della band. A questo punto, Juan Atkins, affascinato dalle strumentazioni elettroniche se ne andò e fondò la sua band personale ribattezzata da lui stesso: "Model 500" (un adeguato appellativo non "etnico") e la sua etichetta discografica a sua volta ribattezzata: "Metroplex", con la quale registrò il brano che segnò la nascita della Techno: "No UFO's" (1985).
Juan Atkins, intanto, conosce Derrick May e Kevin Saunderson, i quali solidarizzano, per le comuni preferenze musicali. Questo "bizzarro" trio di afroamericani che vivevano in un sobborgo di Detroit (Belleville), amavano il suono europeo: dal Synth-pop inglese dei Visage, Gary Numan, Human League ai teutonici Kraftwerk fino a gruppi italiani Italo disco come Capricorn e Klein & M.B.O.
Su queste basi, il trio si divise in vari pseudonimi ed attività imprenditoriali:
Derrick May fondò la Transmat records con la quale incise sotto pseudonimo di Rhythim Is Rhythim "Nude Photo" e la celebre "Strings Of Life"; Kevin Saunderson fondò la KMS Records e realizzò vari lavori con vari pseudonimi da Kreem a Reese & Santonio fino al progetto Inner City che rese famosa a livello mondiale la Techno di Detroit con il brano "Big fun" (1988).
Comunque,  la definizione di musica techno venne nel 1988, quando la Virgin Records decise d'interessarsi della musica house di Detroit, infatti fino ad allora, i brani della scena di Detroit erano catalogati house. La prima stesura dell'album raccolta che poi divenne, Techno - The New Dance Sound Of Detroit, era in un primo momento, "The House Sound of Detroit", ma Juan Atkins propose il titolo definitivo con l'appellativo "Techno".
I media cominciarono ad interessarsi alla scena musicale "Techno" di Detroit e in una intervista a Derrick May, egli se ne venne fuori con una definizione di Techno rimasta negli annali: "Questa musica è come Detroit, uno sbaglio completo. È come George Clinton ed i Kraftwerk bloccati in un ascensore". Rilanciò Juan Atkins con la dichiarazione: "voglio che la mia musica suoni come due computer intercomunicanti, non voglio che sembri una band reale. Deve suonare come se l'avesse fatta un tecnico. Ecco cosa sono io: un tecnico con sentimenti umani".

### La seconda ondata
Alla fine degli anni ottanta a Detroit ci sono due locali come punto di riferimento della scena elettronica: il "Music Institute" ed il "Shelter". In quest'ultimo confluiscono Dj ed artisti dai nomi come John Acquaviva, Kenny Larkin, Dan Bell e del canadese Richie Hawtin che insieme daranno vita all'etichetta discografica "+ 8". Nel Music Institute vedranno muoversi i primi passi i componenti della futura etichetta e collettivo musicale: "Underground Resistance".
La prima ondata della Techno di Detroit era influenzata dall'Electro, dal Synth-pop, mentre la seconda ondata di Detroit Techno si sentiva più vicina ai suoni Industrial e dalla Electronic Body Music (o EBM) di gruppi quali i: Meat Beat Manifesto, Nitzer Ebb ed i Front 242. Su queste basi ed influenze musicali ne scaturivano suoni più aspri e duri.
Inoltre, il collettivo "Underground Resistance" si presentava con fogge paramilitari prese a prestito dall'immagine dei Public Enemy e dai Front 242 conditi con slogan insurrezionali. Con i loro primi dischi e con brani come Predator, Elimination (su Sonic EP, 1990) e soprattutto con Riot prende forma un suono in sintonia con l'Euro-Hardcore europeo. Questa alleanza viene sancita con la pubblicazione della raccolta Album: Revolution for Change (1992) dove sono inclusi tutti i loro classici del primo periodo.
Il collettivo musicale Underground Resistance (o UR) aveva l'asse portante in: "Mad" Mike Banks, Jeff Mills e Robert Hood. Nel 1992 sia Jeff Mills che Robert Hood, lasciando UR al solo Mad Mike Banks. Jeff Mills intraprese una carriera solista che lo porterà ai vertici del mondo "techno" realizzando lavori quali tra gli altri si ricordano: Waveform Transmission Vol. 1 (1992), Waveform Transmission Vol. 3 (1994), Kat Moda EP (dove è incluso il celebre brano "The Bells", 1996). Inoltre , Jeff Mills fondò la sua etichetta discografica a nome di Axis.
Robert Hood (il quale prima di pubblicare un disco dopo la sua dipartita da UR aspettò 2 anni) nel 1994 lanciò il doppio album "Internal Empire" seguito a breve distanza da "Minimal Nation". Questi lavori divennero punto di riferimento per il successivo movimento musicale elettronico della "Minimal Techno".
Mad Mike Banks, continuò le produzioni UR, con una marcata influenza derivata da letture fantascientifiche, ricerca di altri mondi, riscoperta delle radici.
Sul primo versante rientrano i lavori dei fantomatici Drexciya e della saga Red Planet. I Drexciyani sarebbero dei soldati anfibi che lottano per la liberazione del popolo afroamericano, il tutto condito da musiche Electro alla luce della Techno più cerebrale. I Drexciya formati da Gerald Donald (poi nei Dopplereffekt), e dal fantomatico James Stinson collaborano anche nel gruppo The Martian il gruppo di Will Thomas che con la saga Red Planet riporta all'ordine del giorno il suono Cosmic Jazz della Sun Ra Orchestra con le lenti Techno, ne scaturisce una sorta di Blues Interstellare.
Ancora più marcatamente Jazz è il progetto Galaxy 2 Galaxy con il quale Mike Banks mette a frutto le sperimentazioni di Techno Jazz dell'EP NAtion to Nation (1991) riesce a produrre due brani che lo fanno entrare nella storia e cioè: Hi-Tech Jazz e Journey Of The Dragons. Il maggiore successo di UR arriverà nel 1999 con il gruppo di DJ Rolando e cioè i: The Aztec Mystic. I quali realizzarono con il brano "Jaguar" il maggior successo dell'UR. Da ricordare anche i successivi EP targati Underground Resistance quali: Millennium To Millennium (2001),  Inspiration / Transition (2002) ed Illuminator (2003).
A Detroit agli albori della seconda ondata esistevano due collettivi musicali: Underground Resistance e Plus 8. La Plus 8 era in gran parte formata da canadesi (John Acquaviva e Dan Bell) momentaneamente trasferiti a Detroit per l'effervescenza musicale della città dei motori, ma continuò la sua epopea Techno nell'Ontario in Canada. L'unico membro di Detroit della Plus 8 era Kenny Larkin, il quale sganciatosi dalla Plus 8, realizzò l'album storico su Warp Records Azimuth (1994), seguito poi da "Metaphor" (1995), due Album di rara bellezza.
Si ricordano per finire gli Octave One con i brani: I Believe (1990), i Suburban Knight di James Pennington con i brani: The Art Of Stalking (1990), Nocturbulous Behavior (1993),  Aztlan / DayStar Rising (1998), Blackwater (2001) e per ultimo si ricorda Carl Craig, il quale a suo nome e con vari pseudonimi divenne il portavoce e l'innovatore della Techno di Detroit, dirottando la musica Techno verso atmosfere più cerebrali ed in taluni casi ai confini con il Jazz. Si ricorda di Craig il progetto musicale "Innerzone Orchestra" con il brano "Bug in the Bass Bin" (1992), poi gli Album "Landcruising" (1995) e  "More Songs About Food And Revolutionary Art" (1997) ed infine il progetto Techno\House dei Paperclip People.
Va inoltre detto che a partire dal secondo decennio del duemila, la techno di detroit ha avuto una sostanziosa ripresa, tant'è che molti artisti, soprattutto emergenti, hanno cominciato ad adottare tecniche di produzione (soprattutto di registrazione) e strumentazioni analogiche, per riuscire ad ottenere la purezza del suono tipicamente detto "raw" che caratterizza il genere. Uno degli artisti di spicco di questi ultimi anni è senz'altro Kyle Hall che, con la sua label (Wild Oats) è riuscito a sbalordire artisti di gran calibro come Rick Wilhite, Omar S (ottenendo addirittura un'uscita su FXHE a soli 15 anni), Mike Huckaby, Carl Craig e molti altri.